# Glenea francisi
Glenea francisi é uma espécie de escaravelho da família Cerambycidae. Foi descrito por Karl-Ernst Hüdepohl em 1990.